# 2018年孟加拉國總統選舉
2018年孟加拉國總統選舉於2018年2月18日舉行，為一次換屆總統選舉。上一屆任期在2018年4月23日結束。
2018年1月25日，孟加拉國選舉委員會公佈選舉日期，當任總統阿卜杜勒·哈米德再次受到提名成為執政黨候選人，由於沒有其他候選人，選舉委員會宣佈哈米德成為新任總統，並在同年4月24日宣誓就職，成為該國歷史上第一名連任的總統。